# Кэти, Брюс
Брюс Кэти (Bruce L. Cathie, 1930—2013) — новозеландский пилот авиалиний, исследователь паранормальных явлений, таких как летающие тарелки и «Мировая энергетическая сеть». Для её описания он использовал математику. В своей книге Гармоничное завоевание Космоса (The Harmonic Conquest of Space) он пишет, что Франция использовала для своих первых ядерных испытаний тригонометрию для вычисления географических координат. Его теория схожа с Синергетикой Бакминстера Фуллера.
Его опыт наблюдения НЛО был рассказан им в эпизоде НЛО в Австралии (UFO Australia) американской телепередачи В поисках (In Search of).